# 中国気象局
中国気象局（ちゅうごくきしょうきょく）は、中華人民共和国国務院直属事業単位の1つ。主として中国全国の気象業務の行政管理と組織管理を担当する。

## 沿革
中国気象局は1949年に中央軍事委員会気象局として設置され、中華民国の中央気象局に取って代わった。
1953年、中央軍事委員会気象局は中国人民解放軍から政務院に移管され、中央気象局と改称され、全国各地の気象組織も軍から地方人民政府へ移管された。
1970年、総参謀部軍事気象局と中央気象局が合併して、中央気象局を称するも総参謀部軍事気象局の名称も留保して、総参謀部の下に移管された。地方の気象組織は、当地の軍事部門と地方人民政府が共同で指導する体制となった。
1973年、中央気象局から総参謀部軍事気象局を分離して総参謀部気象局を立て、地方の気象部門は当地の革命委員会の指導下に置かれた。
1982年、中央気象局は中国気象局に改称した。
1994年、国務院直属機構から国務院直属事業単位へ改編された。
地方組織（香港・澳門、台湾を除く）は31箇所の省、自治区、直轄市気象局、14箇所の副省級市（4個計画単列市気象局を含む）気象局、318箇所の地（市）気象局と、2300箇所の県（市）気象局（站）を設置している。職員数は52988人。この内、両院（中国科学院及び中国工程院）院士6人、博士26人、高級技術職4415人。

## 組織

### 下位組織
- 国家気象センター（中央気象台）
- 国家気象衛星センター
- 国家気候センター
- 国家気象情報センター
- 中国気象局気象観測センター
- 中国気象局公共気象サービスセンター
- 中国気象局トレーニングセンター
- 中国気象報社
- 気象出版社
- 中国気象学会
- 中国華雲技術開発公司
- 北京華風気象影視信息集団公司

### 関係組織
中国気象局は気象・気候関係のみを扱っている。
軍事気象、海洋気象（津波）、環境モニタリング、地震については別組織の管轄となる。
- 気象予報：中国気象局 - 国家気象中心（中央気象台）、国家気候中心
- 軍事気象：中央軍事委員会聯合参謀部戦場環境保障局
- 環境モニタリング：生態環境部 - 中国環境監測総站
- 海洋気象、津波：自然資源部(国家海洋局) - 国家海洋環境予報中心（海嘯予警中心）
- 地震観測：中国地震局 - 中国地震台網中心

## 歴代局長
- 涂長望 - 1949年12月17日-1962年6月9日
- 饒興 - 1962年9月-1969年12月
- 孟平 - 1969年12月-1973年3月
- 鄒競蒙 - 1973年3月-1996年7月
- 温克剛 - 1996年7月-2000年12月
- 秦大河 - 2000年12月-2007年4月
- 鄭国光 - 2007年4月-2016年12月
- 劉雅鳴（中国語版） - 2016年12月-2021年1月

- 庄国泰(2021年1月- )